# Molí de Bojons
El Molí de Bojons és una obra de Sant Sadurní d'Osormort (Osona) protegida com a bé cultural d'interès local.

## Descripció
Antic molí convertit en hostal.

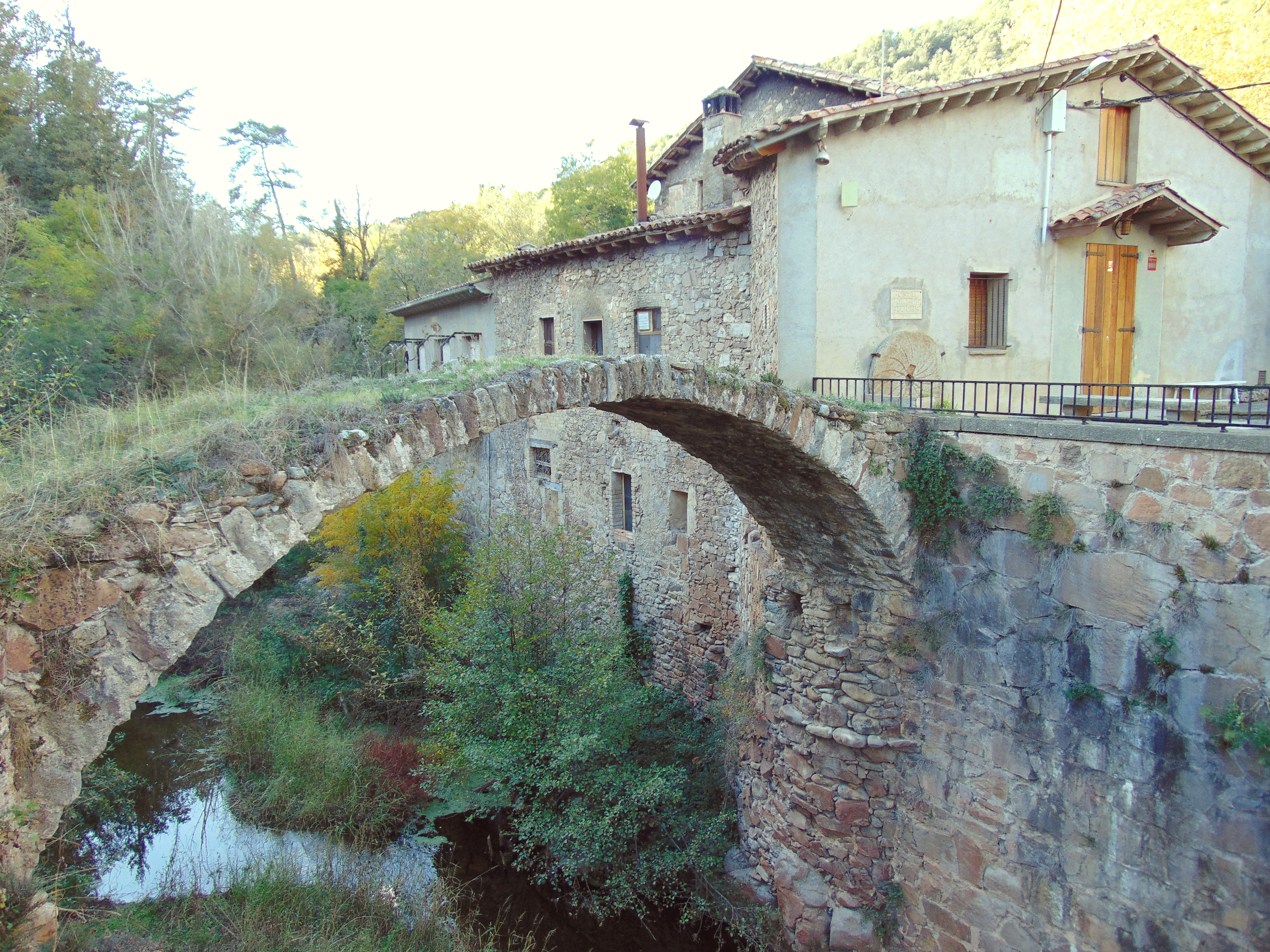

Presenta un cos central de planta quadrada amb el carener perpendicular, amb les vessants cap als costats nord i sud.
La façana de migdia no hi ha cossos annexes a cada costat del principal s'hi obren diverses finestres i alguna espiera, també hi ha un balcó. Cal remarcar que dona a sobre el riu i a l'extrem de llevant s'hi adossa un bonic pont de pedra, que avui ha estat substituït per un altre.
La façana de l'hostal es troba a llevant i en el cos annex amb el carener perpendicular al principal i adossat a l'extrem esquerre hi ha un portal protegit per un teuladet a dues vessants, dues finestres a la planta i una al primer. En aquest sector s'hi annexiona un petit cos amb el lavabo. A la resta de l'edifici hi ha diverses obertures.
L'estat de conservació és força bo per bé que les reformes han desmerescut l'estructura primitiva.

## Història
El lloc de Boxos (Bojons) el trobem esmentat ja el 937. Antic molí situat a la riba de la riera Major que pertany a la parròquia de Sant Sadurní d'Osormort que en principi fou terme de Sant Llorenç del Munt o de Cerdans, més tard s'uní a Espinelves i ara és independent.
La notícia del molí es troba lligada a la del mas, també anomenat Bojons el qual el trobem en els fogatges de la parròquia de l'any 1553, quan habitava el mas un tal "Anthini Boyons".
En el nomenclàtor de la província de Barcelona de l'any 1860 tenim notícia de l'existència de "dos fàbricas de papel de estraza" i d'un "molino harinero", però no disposem de prou dades per saber quin d'aquests es correspon amb el Molí de Bojons.